# Partido Socialista Británico
El Partido Socialista Británico (BSP) fue un partido político marxista constituido en el Reino Unido en 1911. Tras un prolongado periodo de lucha fraccional, en 1916 las fuerzas antiguerra ganaron el control decisivo del partido y lograron la derrota de su ala derecha belicista. Tras la victoria de la Revolución bolchevique en Rusia a finales de 1917 y el final de la Primera Guerra Mundial al año siguiente, el BSP emergió como una organización explícitamente socialista revolucionaria. Negoció con otros grupos radicales con el objetivo de establecer una organización comunista unificada, unos esfuerzos que culminaron en agosto de 1920 con la constitución del Partido Comunista de Gran Bretaña. La organización juvenil, la Liga Juvenil Socialista, estaba afiliada al partido.

## Historia

### Periodo de formación (1911-1913)
La conferencia fundacional que constituyó el Partido Socialista Británico fue convocada por el Partido Socialdemócrata (SDP), un grupo mejor recordado en la historia por su denominación anterior a 1908, la de Federación Socialdemócrata (SDF). La vieja SDF había buscado durante mucho tiempo la unidad de la izquierda británica, habiendo comenzado negociaciones en su día con el Partido Laborista Independiente (ILP), no mucho después de la fundación de este último en 1893. El ILP había sido durante mucho tiempo receloso a unir fuerzas con una organización marxista doctrinaria como la SDF, por lo que las negociaciones de unidad habían llegado a un punto muerto.
Finalmente, a medida que despuntaba la década de 1910, parecía que había cierto interés en el tema entre los militantes de base del ILP, por lo que la Conferencia Anual de 1910 de la SDF/SDP había decidido intentarlo en serio de nuevo.
El encuentro, celebrado en Salford, atrajo además a algunas agrupaciones locales del Partido Laborista Independiente y a grupos adheridos al periódico The Clarion, junto a individuos y representantes de grupos socialistas más pequeños. Continuó publicando el periódico de la SDF, Justice. La organización resultante, el BSP, contenía una multiciplidad de visiones y fue organizado más como federación laxa de clubs y agrupaciones locales que como un partido centralizado y disciplinado.
Los dirigentes de la extinta SDF, liderados por el patriarca del partido, Henry Hyndman, tomaron rápidamente el control de la nueva organización. Este grupo dirigente defendía que el BSP situase el énfasis en la política electoral y en la tentativa de capturar el Estado a través de las urnas, más que a través de la agitación obrera, la formación de sindicatos y la búsqueda de una ruta extraparlamentaria hacia el poder vía acciones huelguísticas. 
Esta orientación electoral y cauta de Hyndman y la primera dirección del BSP colocó al partido en desacuerdo con la tumultuosa situación en los centros de trabajo a lo largo del país. Los últimos cinco años anteriores al estallido de la I Guerra Mundial en agosto de 1914 fueron un periodo de masivas protestas laborales. Como un historiador ha apuntado:

"La oleada masiva de huelgas de 1910 a 1914 sigue siendo única en la historia británica. Una fuerza salvaje, elemental, reprimida, parecía repentinamente desatada, ignorando precedentes y acuerdos, impaciente por comprometerse, quitándose de encima el viejo sindicalismo complaciente, algunas veces, como en la huelga ferroviaria de 1911, obligando a los líderes conservadores a ir más lejos como hojas caídas en un viento otoñal. Los líderes sindicales, casi como un solo hombre, lo deploraban, el Gobierno lo veía con alarma… Sin embargo, haciendo caso omiso, alentada tan solo por una pequeña minoría de dirigentes sindicales, la gran oleada huelguística continuó, amenazando con barrer todo lo que tenía por delante."
La 2ª Conferencia del BSP se celebró del 10 al 12 de mayo de 1913 en la localidad costera de Blackpool. Asistieron a ella unos 100 delegados, la mayoría de los cuales se opusieron al entonces Comité Ejecutivo del partido. Este ejecutivo estaba encabezado por Henry Hyndman, uno de los fundadores de la SDF, un individuo que había evolucionado cada vez más hacia posiciones nacionalistas, llegando a defender un aumento de fondos para las fuerzas armadas para oponerse a la beligerancia alemana. Esto resultó a ser cada vez más controvertido dentro del BSP, llegando a un punto crítico la oposición al militarismo entre las bases del partido en la 2ª Conferencia. 
Los acontecimientos de la Conferencia de Blackpool de 1913 fueron descritos por un emigrado político ruso llamado Vladimir Uliánov, más conocido por su pseudónimo como escritor, N. Lenin:

"Hyndman ha estado actuando durante un gran número de años sin prestar atención al partido, e incluso contra el partido, sobre la importante cuestión del armamento y la guerra. A Hyndman se le ha metido en la cabeza la idea de que Alemania está amenazando con aplastar y esclavizar Gran Bretaña y que los socialistas, deben, por tanto, ¡apoyar la exigencia de una armada 'adecuada' (es decir, fuerte) para la defensa de Gran Bretaña!* * * 

"Comprensiblemente, esta fantástica idea de Hyndman agrada a la burguesía británica (a los conservadores y los liberales). También puede comprenderse que los socialdemócratas británicos –y debe decirse en su honor– no tolerarán esta ignominia y esta vergüenza y se opondrán acaloradamente a ella.

"La lucha fue larga y obstinada; se hicieron intentos de llegar a un acuerdo, pero Hyndman fue incorregible. Es muy ventajoso para el socialismo británico que Hyndman fuese obligado a abandonar el ejecutivo en su Conferencia y que la composición del mismo fuese, en general, modificado en un 75 por ciento (de sus ocho miembros solo dos fueron reelegidos: Quelch e Irving)."
Más reemplazos seguirían en el ejecutivo poco después, con el fallecimiento de Harry Quelch en Londres el 17 de septiembre de 1913.

### Internacionalismo versus defensa nacional (1914-1916)
El partido encontró obstáculos por una pérdida constante de militantes y agrupaciones debida a la pobre organización. Un porcentaje significativo de la militancia no tenía una concepción clara de la teoría marxista y carecía de voluntad para dedicar tiempo y esfuerzos a avanzar en la misión de la organización.
El 13 de abril de 1914, se acordó una reunión por parte del Buró Socialista Internacional entre representantes de las tres organizaciones socialistas más importantes de Gran Bretaña –el BSP, el Partido Laborista Independiente y la Sociedad Fabiana–. El organismo recomendó la formación de un Consejo Socialista Unificado para los tres grupos, si el BSP se afiliaba al Partido Laborista. En línea con esta recomendación, la Conferencia Anual del partido de 1914 decidió celebrar un referéndum entre la militancia sobre la cuestión.
La 2ª Conferencia del BSP, de mayo de 1913, no había resuelto la cuestión fundamental a la que se enfrentaba el partido: la decisión sobre si ejercería una política de internacionalismo antimilitarista, pasase lo que pasase, o si debía agruparse en torno a la bandera nacional en caso de conflicto militar con enemigos extranjeros. La fracción nacionalista de Hyndman había sido derrotada en Blackpool, pero permanecía en la organización y se lamía las heridas mientras preparaba la siguiente batalla de la guerra fraccional.
El estallido de la I Guerra Mundial en agosto de 1914 hizo que la cuestión de la unificación del movimiento socialista británico pasase a ser muy discutible. Muchas organizaciones socialistas se escindieron a nivel internacional en torno a la cuestión del mayor o menor acuerdo con la guerra (con la excepción de la mayor parte de grupos sindicalistas y anarquistas, que eran antimilitaristas), surgiendo fracciones "internacionalistas" de izquierda, que continuaron abogando por la acción unitaria de la clase obrera contra el capitalismo global sin atenerse a fronteras territoriales, y "defensistas" de derecha, que se agruparon en torno a sus colores nacionales para defender sus países en momentos de conflicto militar.
Esta tensión entre internacionalismo y defensa nacional fue particularmente aguda en el BSP, teniendo en cuenta que ya se habían mostrado amargos desacuerdos sobre ello en la política fraccional de la organización antes del comienzo de la guerra. Henry Hyndman era el líder indiscutible de la derecha pro-nacionalista del BSP, mientras Zelda Kahan (posteriormente Zelda Coates) lideraba la corriente internacionalista.
Tan pronto como en 1915 llegó la inevitable escisión, abandonando la corriente conservadora de Hyndman el partido para crear la Liga Socialista de Defensa Nacional, aunque la dirección fue derrotada en las elecciones de 1916 por un grupo internacionalista, básicamente pacifista, que apoyaba el programa de la Conferencia de Zimmerwald. Hyndman y sus seguidores constituyeron el Partido Socialista Nacional.
John Maclean, el líder del partido en Escocia, jugó un papel dirigente en las huelgas del Red Clydeside durante la I Guerra Mundial.

### Triunfo del ala antimilitarista (1916-1918)
La nueva dirección del partido, en torno al secretario Albert Inkpin, el tesorero Alf Watts y el importante líder obrero John Maclean, mantuvo el propósito de afiliarse a la Segunda Internacional. El BSP fue finalmente aceptado en el Partido Laborista a finales de 1916.

### El BSP como partido proto-comunista (1918-1920)

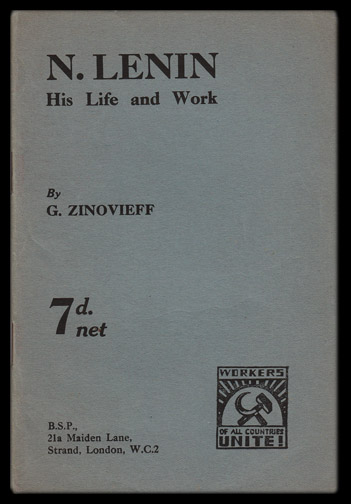
El BSP era un partido comunista de facto antes de la fundación del CPGB en el verano de 1920.

En 1918, un amplio porcentaje del partido, incluidos Inkpin y Maclean, fue influido por el liderazgo de los bolcheviques en la Revolución rusa de 1917 y decidieron constituir un Partido Comunista británico bajo el modelo de la organización de Lenin en Rusia. Desde este momento en adelante el BSP, deshecho de su ala derecha desde 1916, surgió como un partido comunista de facto.
Las negociaciones sobre la unidad comenzaron con el Partido Laborista Socialista (SLP), un grupo focalizado en Escocia que abrazaba posiciones de un sindicalismo revolucionario no muy lejano de los sóviets rusos, pero con el que no se pudo alcanzar un acuerdo en varias cuestiones organizativas, incluida la cuestión de si el nuevo partido debía afiliarse al Partido Laborista. A continuación se produjo un interludio durante el cual el paisaje político británico se pobló de pequeños grupos radicales.
El BSP permaneció como la mayor de las organizaciones radicales proto-comunistas, aunque reivindicando una militancia de unos 6.000 miembros en 1920. Asimismo, el BSP ganó el caché de la representación parlamentaria cuando se unió a él el exdiputado liberal Cecil L’Estrange Malone.
El BSP continuó paciente y persistente en sus esfuerzos por establecer un nuevo Partido Comunista en Gran Bretaña. Durante el fin de semana del 31 de julio al 1 de agosto de 1920, se celebró una convención fundacional en Londres, en la cual fue fundado el Partido Comunista de Gran Bretaña. La nueva organización incluía algunos disidentes del SLP y representantes de otros pequeños grupos radicales, como la Sociedad Socialista de Gales del Sur y el Consejo Comunista de Gales del Sur (SWCC), individuos afiliados al movimiento radical de delegados sindicales y miembros de la fracción pro-Comintern del Partido Laborista Independiente.
Fue elegido un Comité Provisional Conjunto para organizar la convención fundacional del nuevo partido. Los representantes del BSP fueron J.F. Hodgson, A. A. "Alf" Watts y Fred Willis, junto a Tom Bell, Arthur MacManus y William Paul de la fracción "Grupo de Unidad Comunista" anteriormente asociada al SLP, así como W. J. Hewlett del SWCC. El secretario electo fue Albert Inkpin, del BSP. El grupo acordó además que el Comité Ejecutivo Provisional sería elegido por la futura convención del Partido Comunista de Gran Bretaña eligiendo seis personas más a esta lista.
De manera efectiva con la unificación, el BSP y su periódico, The Call, fueron disueltos, reemplazados por el nuevo partido y su nueva publicación semanal editada en Londres y denominada The Communist.
La antigua sede del BSP, situada en el número 21 de Maiden Lane, Strand, Londres, W.C.2, se convirtió en la primera sede del recién formado CPGB, que se trasladaría a nuevas dependencias un año después.

## Conferencias del BSP
Fuente: Kendall, The Revolutionary Movement in Britain, pg. 311.
| Año  | Nombre                           | Ubicación  | Fecha                         | Delegados |
| ---- | -------------------------------- | ---------- | ----------------------------- | --------- |
| 1911 | Conferencia de Unidad Socialista | Salford    | 30 de septiembre-1 de octubre | 219       |
| 1912 | 1ª Conferencia Anual             | Mánchester | 25-27 de marzo                | 250       |
| 1913 | 2ª Conferencia Anual             | Blackpool  | 10-12 de marzo                | 106       |
| 1914 | 3ª Conferencia Anual             | Londres    | 12-14 de abril                | 140       |
| 1915 | No se celebró.                   |            |                               |           |
| 1916 | 5ª Conferencia Anual             | Salford    | 23-24 de abril                | 108       |
| 1917 | 6ª Conferencia Anual             | Salford    | 8-9 de abril                  | 77        |
| 1918 | 7ª Conferencia Anual             | Leeds      | 31 de marzo-1 de abril        | 70        |
| 1919 | 8ª Conferencia Anual             | Sheffield  | 20-21 de abril                | 118       |
| 1920 | 9ª Conferencia Anual             | Londres    | 4-5 de abril                  | 78        |

## Miembros destacados
- W. P. Coates
- Zelda Coates
- Willie Gallacher
- Edward Hartley
- J. F. Hodgson
- H. M. Hyndman
- Albert Inkpin
- Dan Irving
- Jack Jones
- Tom Kennedy
- Fred Knee
- Henry W. Lee
- James Litterick
- John Maclean
- Cecil L'Estrange Malone
- Tom Mann
- William McLaine
- Harry McShane
- Ivor Montagu
- Dora Montefiore
- Walton Newbold
- Conrad Noel
- Harry Pollitt
- Harry Quelch
- Tom Quelch
- Andrew Rothstein
- Theodore Rothstein
- Will Thorne
- Alf Watts
- Tom Williams
- Fred Willis

- Datos: Q920153